# 東トルキスタン
{{{annotations}}}
東トルキスタン（ひがしトルキスタン、ウイグル語:شەرقىي تۈركىستان）は、中央アジアのテュルク化とともに生まれた歴史的な地域名称であり「テュルク人の土地」を意味するペルシャ語表現に由来するトルキスタンの東部地域にあたり、主として現在の新疆ウイグル自治区一帯を指す歴史・地理的な概念。面積は、1,828,418平方キロメートル。中国領トルキスタンとも称される。
19世紀後半、ロシア帝国がカザフ草原からコーカンド・ハン国に侵攻し、1867年にタシュケントにトルキスタン総督府を設置し、東は天山山脈西部とパミール高原、西はカスピ海東岸、南はイラン・アフガニスタン国境まで支配領域を拡大し、ロシア領トルキスタン (西トルキスタン) が成立すると、清朝の新疆は東トルキスタン、アフガニスタン北部はアフガン・トルキスタンと呼ばれるようになった。
中華民国は1912年からこの地を新疆省としたが、1949年に国共内戦で新疆省に人民解放軍が侵攻し、共産党統治内に組み込ませ、1955年に新疆ウイグル自治区を成立させた。
カザフ、キルギス、タジク、アフガンの各共和国、パキスタン、インド、カシミール、チベット、モンゴル、中国本土に接している。

## 地理
東トルキスタンにはアルタイ山脈、天山山脈、クンルン山脈といった標高の高い山脈があり、中心部と東部は砂漠に覆われ、タクラマカン砂漠の面積は約500,000平方キロメートルである。
タリム川、イリ川、イルティシュ川、マナス川、ウルングル川、カラシャフル川などの主要河川、二つの大きな湖、サイラム湖とボグダ湖がある。
歴史的に重要な都市に、カシュガル、ホータン、ヤルカンド、アクス、クチャ、ウシュトゥルファンがあり、アルトゥシャフルと呼ばれる。
東トルキスタンの住民の約45%はウイグル族が占めているが、他にも漢族、カザフ族、回族、モンゴル族、満族など多くの民族が居住している。
特に、中華人民共和国成立以後は漢族の流入が著しい。北西部には漢族と回族が多く、南西部にウイグル族が多い。

## 歴史

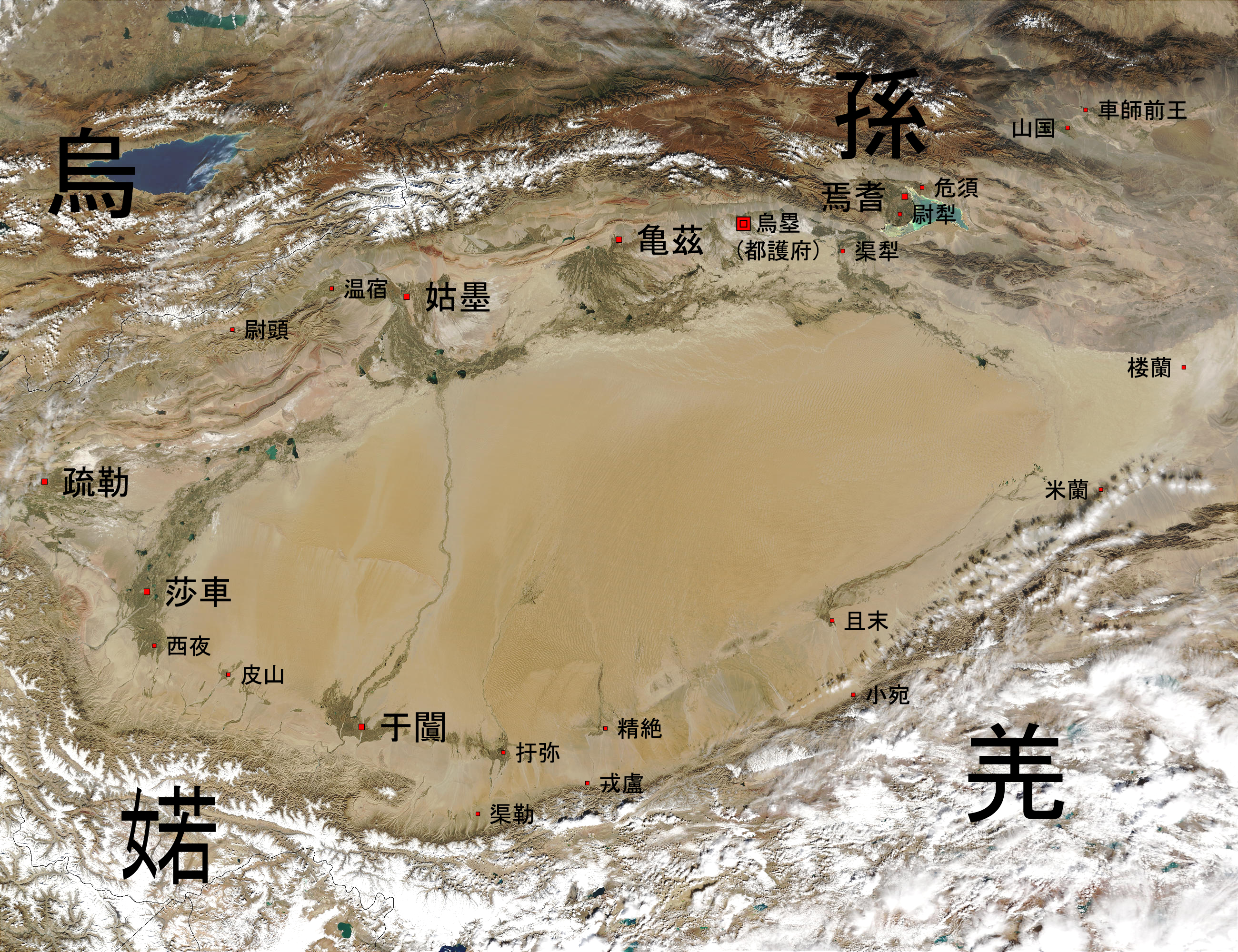
タリム盆地の都市（1紀元前）

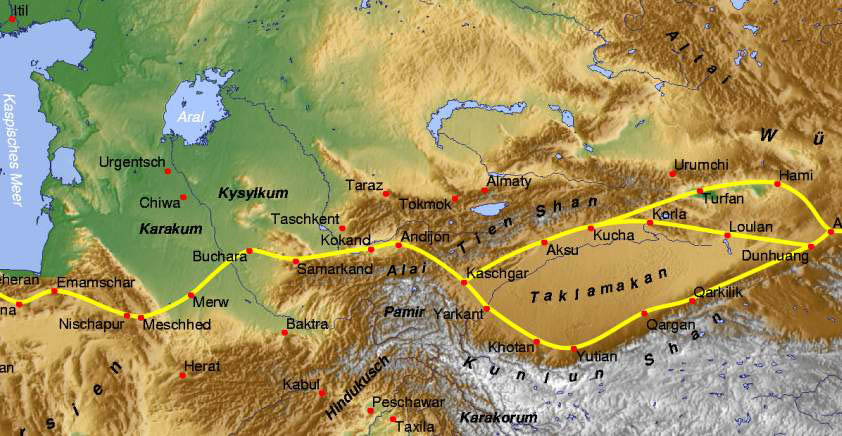
シルクロードと東トルキスタン

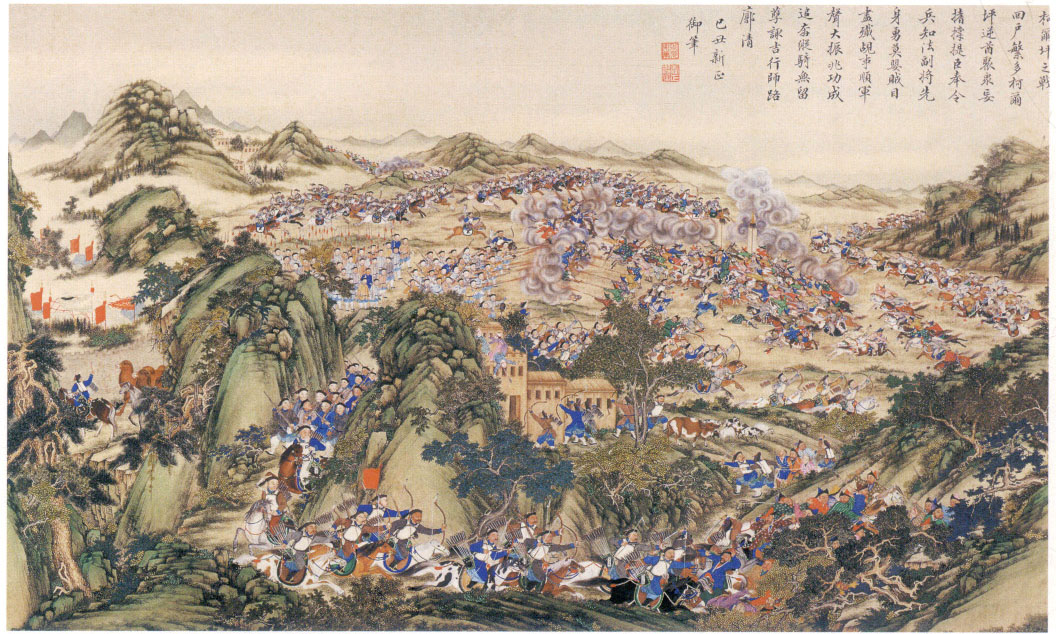
ジャハーンギール・ホージャとの中国の戦い（1828年）

### 近代以前
東トルキスタンには、古くはインド・ヨーロッパ語族の言葉を話す人（いわゆるアーリア人）が居住していた。

### 都市国家と月氏と匈奴
タリム盆地の辺りには古くは疏勒、亀茲、焉耆、高昌、楼蘭などの都市国家が交易により栄えたが、しばしば遊牧国家の月氏や匈奴などの影響下に入った。

### 前漢と突厥と唐
前漢の武帝の時代に匈奴が衰えると次は前漢に服属し、以後は北方の遊牧国家（突厥など）と東方の諸帝国（唐など）の勢力争いの狭間で何度か宗主が入れ替わった。
タリム盆地の都市国家群は7世紀ぐらいまでは存続し、以後は数百年かけて徐々に衰退していった。

### ウイグル可汗国
一方、タリム盆地の北に位置しモンゴル高原の南西にあるジュンガル盆地には、古来より遊牧民族が暮らしており、主にモンゴル高原を支配する遊牧国家（匈奴、突厥など）の勢力圏となっていた。
しかし、突厥の支配時代にテュルク系民族集団の鉄勒の中からウイグル（回鶻）が台頭し、8世紀には突厥を滅ぼした。この時期のウイグルは、タリム盆地、ジュンガル盆地、モンゴル高原など広大な領域を勢力圏とし、多くの部族を従えたため、ウイグル可汗国と呼ばれている。ウイグルの影響力は絶大であり、安史の乱等ではしばしば唐を助け、婚姻関係を結ぶなど関係を深めた。

### 天山ウイグル王国とカラ・ハン朝
ウイグル可汗国は840年に崩壊する。これによって、モンゴル高原より逃亡したウイグル人は天山山脈北麓に天山ウイグル王国を建国し、同時期に別のテュルク系民族がタリム盆地にカラ・ハン朝を興した。
この結果、東トルキスタンの住民は、次第にテュルク化に向かい、カラ・ハン朝がイスラム教に改宗すると、イスラム化が進んだ。

### カラ・キタイ
カラ・ハン朝は後に東西に分裂し、東カラ・ハン朝は金に敗れて西遷してきた遼の皇族耶律大石率いる契丹族によって12世紀に滅ぼされた。彼ら契丹族がトルキスタンに建てた王朝はカラ・キタイ又は西遼などと呼ばれている。
カラ・キタイはさらなる勢力拡大を目指し、西トルキスタンに割拠していた西カラ・ハン朝を攻撃して服属させるとともに、その援軍として現れたセルジューク朝の軍に大勝して中央アジアでの覇権を確立した。この結果、天山ウイグル王国やホラズム・シャー朝を影響下に置くこととなった。

### モンゴル帝国
13世紀に入ると、モンゴル高原を統一したチンギス・ハン率いるモンゴル帝国が強大化し始めた。この頃になるとカラ・キタイがホラズム・シャー朝の勃興により相対的に弱体化していたため、天山ウイグル王国はいち早くモンゴルに服属し、その駙馬王家としてモンゴルの王族に準ずる待遇を得た。
この判断は結果的に正しいものとなり、間もなく中央アジアの全域がモンゴルの勢力下に入ることとなる。
その後、モンゴル帝国は極東から東ヨーロッパに到る大帝国を建設したが、モンゴル帝国支配下の東トルキスタンを大きく分けると、天山ウイグル王国の領域のほか、チンギス・ハンの第三子オゴデイ系の領地（オゴデイ・ハン国）と第二子チャガタイ系の領地（チャガタイ・ハン国）に別れていた。やがてモンゴル帝国は王族間対立などによって徐々に解体へと向かうこととなるが、オゴデイの孫カイドゥは、モンゴル帝国の宗主たる元のクビライに公然と反旗を翻し、帝国の解体に大きな影響を与えた。
その後、モグーリスタン（東トルキスタン）は長らくモンゴル系領主の支配を受けた。
16世紀にウイグル人国家であるヤルカンド・ハン国が成立したが、この支配者もチャガタイ系であった。ヤルカンド・ハン国は、17世紀に北方からやってきたオイラト族のジュンガル部（四オイラトの後継国家）に滅ぼされた。

### 清朝
さらに、18世紀なかば1757年9月にアマルサナーが敗れ、ジュンガルは清により征服され、その支配下に入った。
清朝の支配では、イリ将軍統治下の回部として、藩部の一部を構成することとなり、その土地は「ムスリムの土地」を意味するホイセ・ジェチェン（Hoise jecen、回疆）、もしくは「新しい土地」を意味するイチェ・ジェチェン（Ice jecen、新疆）などと呼ばれた。

#### ヤクブ・ベクの乱
19世紀の後期、西トルキスタンのフェルガナ盆地を支配していたコーカンド・ハン国の軍人ヤクブ・ベクの手によっていったん東トルキスタンの大半が清から離脱する。
しかし、間もなく清は欽差大臣の左宗棠を派遣して再征服に成功した。
この時期になると列強が積極的に東アジアに進出してきており、清はヤクブ・ベクの乱をきっかけにロシア帝国との国境地帯にあたる東トルキスタンの支配を重視し、1884年に清朝内地並の行政制度がしかれることとなった (新疆省)。

### 中華民国・新疆省
辛亥革命によって清が滅亡した際、東トルキスタンはイリ地方の軍事政権（哥老会、広福）、東部の新疆省勢力圏などに分かれたが、やがて漢人勢力（袁大化、楊増新）の新疆省がイリ地方を取り込んだ。
この結果、藩部のうち、民族政権が維持されていたチベットとモンゴルは手をたずさえて「中国とは別個の国家」であることを宣言（チベット・モンゴル相互承認条約）したのに対し、漢人科挙官僚によって直接支配が維持された東トルキスタンは、中華民国への合流を表明することとなった。
ただし、中華民国中央が軍閥による内戦状態にあったため、新疆省は以後数十年に渡り事実上の独立国（楊増新、金樹仁、盛世才）のような状態であった。

### 東トルキスタン共和国
1944年 - 1946年の東トルキスタン共和国をはじめ幾度かウイグル人主体の独立政権が試みられた。

### 中華人民共和国
1949年、国共内戦を制して中華人民共和国を建国した中国共産党は、新疆の接収を行うために鄧力群を派遣し、イリ政府との交渉を行った。
毛沢東はイリ政府に書簡を送り、イリの首脳陣を北京の政治協商会議に招いた。
しかし、8月27日、北京に向かった3地域の11人のリーダー達、アフメトジャン・カスィミ、アブドゥルキリム・アバソフ、イスハクベグ・モノノフ、羅志、デレリカン・スグルバヨフらイリ首脳陣の乗った飛行機はソ連領内アルマトイで消息を絶った。首脳を失ったイリ政府は混乱に陥ったが、残されたイリ政府幹部のセイプディン・エズィズィが陸路で北京へ赴き、政治協商会議に参加して共産党への服属を表明した。
9月26日にはブルハン・シャヒディら新疆省政府幹部も国民政府との関係を断ち、共産党政府への服属を表明した。
12月までに中国人民解放軍が新疆全域に展開し、東トルキスタンは完全に中華人民共和国に統合された（新疆侵攻）。
ウイグル族とソ連領中央アジア出身者、モンゴル族やシベ族、回族で構成された東トルキスタン共和国軍を野戦第五軍に編入した人民解放軍に対抗して、国民党側についたウイグル族のユルバース・カーンは白系ロシア人と中国人ムスリムの軍 (帰化軍)を率いていた。
1950年、伊吾で国民党勢力の残存していた地域へ侵攻してこれを制圧した (伊吾の戦い)。これによって新疆は中華人民共和国に帰属されることとなった。
この地域の中華人民共和国による併合後、民族名称はウイグル族（维吾尔族）と公式に定められ、現在に至っている。
1955年には新疆ウイグル自治区が設置されたが、実際の政治・政策は北京の中国共産党政府の影響下にある。

#### 中国による核実験
中国は、1964年から1996年までロプノルに建設した実験場で延べ46回、総爆発出力約20メガトンの核爆発を行った。
1964年10月16日、最初の実験で30メートルの高さで20キロトンの核分裂爆弾を地表爆発させ、1967年6月17日に最初の熱核爆弾 (2メガトン) の実験を行った。
中国政府はこれまで46回におよぶ核実験を行ったと公式発表しているが、実際は、小規模の実験も含め、同地における核実験は50回以上に及ぶと推定されている。
放射能汚染による健康被害や農作物への影響が指摘されている。
高田純は広島大学原爆放射線医科学研究所時代に、元広島市長平岡敬の率いる「ヒロシマセミパラチンスクプロジェクト」に参加し、星正弘の指導の元で調査訪問時に得たデータから、2002年8月以降の調査で、推定で、中国が東トルキスタンで実施した核実験によって、同自治区のウイグル人を中心に19万人が急死し、急性放射線障害など健康被害者は129万人にのぼり、そのうち、死産や奇形などの胎児への影響が3万5000人以上、白血病が3700人以上、甲状腺がんは1万3000人以上に達するとの結果が出たと述べた。
また高田は、被害はシルクロード周辺を訪れた日本人観光客27万人にも及んでいる恐れがあり、影響調査が必要であると述べている。
高田は調査に当たり、1996年までの中国の46回の同地区における核実験の爆発威力や放射線量、気象データや人口密度などを基礎データとした。
高田によれば、楼蘭遺跡の近くで実施されたメガトン級の核爆発では、高エネルギーのガンマ線やベータ線、アルファ線などを放射する「核の砂」が大量に発生、東京都の136倍に相当する広範囲に及んだという。
また、中国の核実験は核防護策がずさんで、被災したウイグル人への医療ケアも施されずに、広島原爆被害の4倍を超える被害者を出しているとして、「人道的にもこれほどひどい例はない。中国政府の情報の隠蔽も加え国家犯罪にほかならない」と批判した。
ウルムチの病院の腫瘍専門外科勤務だったウイグル人医師アニワル・トフティは、「調査すると、ウイグル人の悪性腫瘍発生率は、中国の他の地域の漢人と比べ、35％も高かった。
漢人でも、新疆ウイグル自治区に30年以上住んでいる人は、発生率がウイグル人と同程度に高かった。」と述べ、「実験のモルモットにされたウイグル人の生命、土地、資源が犠牲となってきた」と訴えた。
中国政府は『核汚染はない』と公言し、被害状況を隠蔽しているので、海外の援助支援団体も入れない。原爆症患者が30年以上も放置されたままなのだ」として、中国政府の対応を批判している。核実験場は最も近い居住エリアから10キロしか離れていなかったとも指摘されている。
中国による同地区核実験についてはイギリスBBCが1998年8月に隠し撮りによるドキュメンタリー「死のシルクロード」(27分)を報道し、この作品は世界83カ国で放映されローリー・ペック賞を受賞している。

## 遺跡
- 楼蘭（キロレン）
- ロップヌル（ロプノール）湖
- カラ・ホジャ遺跡（高昌故城、トゥルファン）
- ベゼクリク石窟寺院（トゥルファン）
- ニヤ遺跡（ホータン地区）